# Бельгия на зимних Паралимпийских играх 2018
Бельгия на зимних Паралимпийских играх 2018 года в Пхёнчхане была представлена двумя спортсменами (Джаспер Балкаен и Элеонора Сана)  и одним спортсменом-гидом (Хлоя Сана) в соревнованиях по горнолыжному спорту.

## Медали
| Бронза |                                   |                                                                    |          |
| №      | Спортсмены                        | Вид спорта (дисциплина)                                            | Дата     |
| 1      | Элеонора Сана ведущий - Хлоя Сана | Горнолыжный спорт (женщины, скоростной спуск, с нарушением зрения) | 10 марта |

## Состав и результаты

### Горнолыжный спорт

#### Мужчины
| Соревнования      | Класс | Спортсмены      | Заезд 1/ Скоростной спуск | Заезд 1/ Скоростной спуск | Заезд 2/ Слалом      | Заезд 2/ Слалом      | Время   | Место |
| Соревнования      | Класс | Спортсмены      | Время                     | Место                     | Время                | Место                | Время   | Место |
| ----------------- | ----- | --------------- | ------------------------- | ------------------------- | -------------------- | -------------------- | ------- | ----- |
| Суперкомбинация   | Стоя  | Джаспер Балкаен | DNF                       | DNF                       | Завершил выступление | Завершил выступление | —       | —     |
| Слалом            | Стоя  | Джаспер Балкаен | 57.89                     | 16                        | 56.05                | 15                   | 1:53.94 | 15    |
| Гигантский слалом | Стоя  | Джаспер Балкаен | DNS                       | DNS                       | Завершил выступление | Завершил выступление | —       | —     |

#### Женщины
| Соревнования      | Класс               | Спортсмены                        | Заезд 1/ Скоростной спуск | Заезд 1/ Скоростной спуск | Заезд 2/ Слалом | Заезд 2/ Слалом | Заезд 3/ Кросс | Заезд 3/ Кросс | Время   | Место |
| Соревнования      | Класс               | Спортсмены                        | Время                     | Место                     | Время           | Место           | Время          | Место          | Время   | Место |
| ----------------- | ------------------- | --------------------------------- | ------------------------- | ------------------------- | --------------- | --------------- | -------------- | -------------- | ------- | ----- |
| Скоростной спуск  | С нарушением зрения | Элеонора Сана ведущий - Хлоя Сана | 1:36.96                   | 4                         | не выступала    | не выступала    | не выступала   | не выступала   | 1:31.60 | 3     |
| Супер-гигант      | С нарушением зрения | Элеонора Сана ведущий - Хлоя Сана | Нет данных                | Нет данных                | Нет данных      | Нет данных      | Нет данных     | Нет данных     | 1:36.00 | 4     |
| Суперкомбинация   | С нарушением зрения | Элеонора Сана ведущий - Хлоя Сана | 1:34.39                   | 4                         | 1:01.53         | 7               | Нет данных     | Нет данных     | 2:35.92 | 6     |
| Слалом            | С нарушением зрения | Элеонора Сана ведущий - Хлоя Сана | 1:01.95                   | 8                         | 1:03.68         | 9               | Нет данных     | Нет данных     | 2:05.63 | 8     |
| Гигантский слалом | С нарушением зрения | Элеонора Сана ведущий - Хлоя Сана | 1:18.02                   | 7                         | 1:15.87         | 5               | Нет данных     | Нет данных     | 2:33.89 | 6     |